# شانزدهمین مراسم جایزه انجمن بازیگران فیلم
 شانزدهمین مراسم جایزه انجمن بازیگران فیلم (به انگلیسی: 16st Screen Actors Guild Awards) به افتخار بهترین بازیگران فیلم و تلویزیون سال ۲۰۰۹ برگزار شد. 

## نامزدی‌ها و جوایز

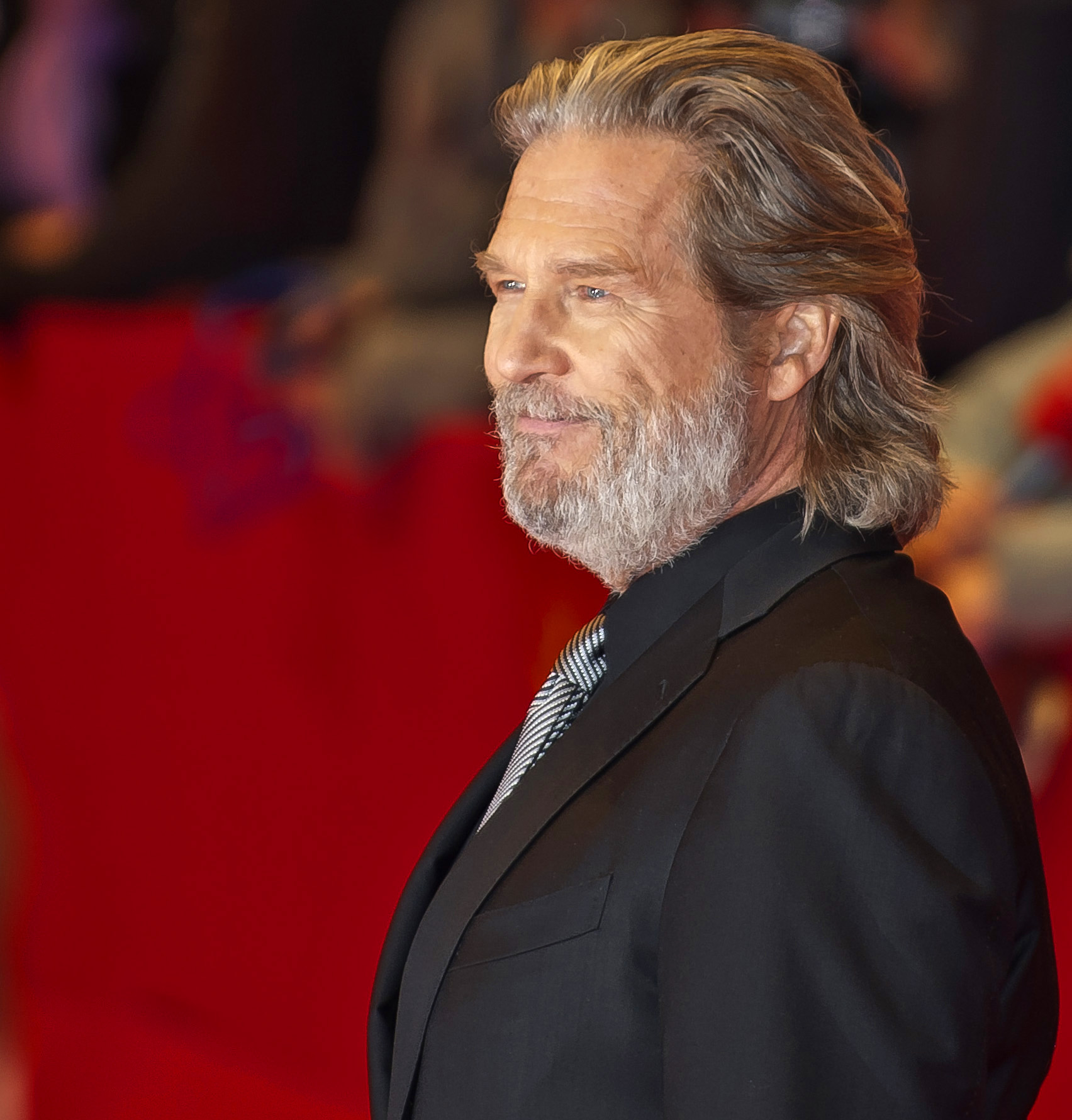
جف بریجز، برنده بهترین بازیگر مرد فیلم درام

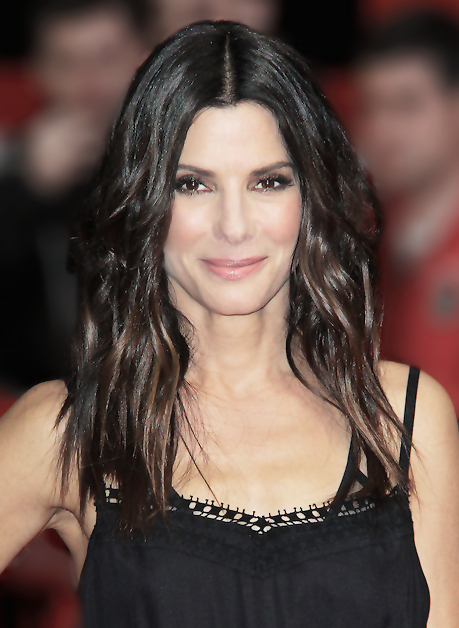
ساندرا بولاک، برنده بهترین بازیگر زن فیلم درام

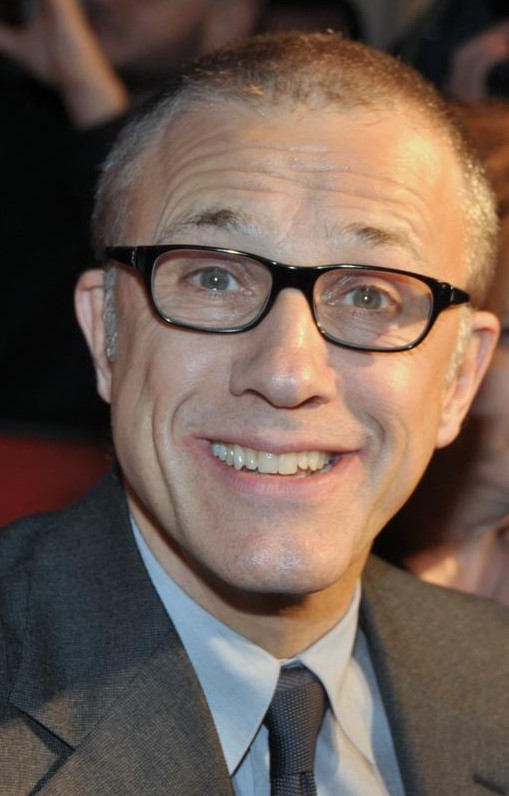
کریستوف والتس، برنده بهترین بازیگر مکمل زن فیلم درام

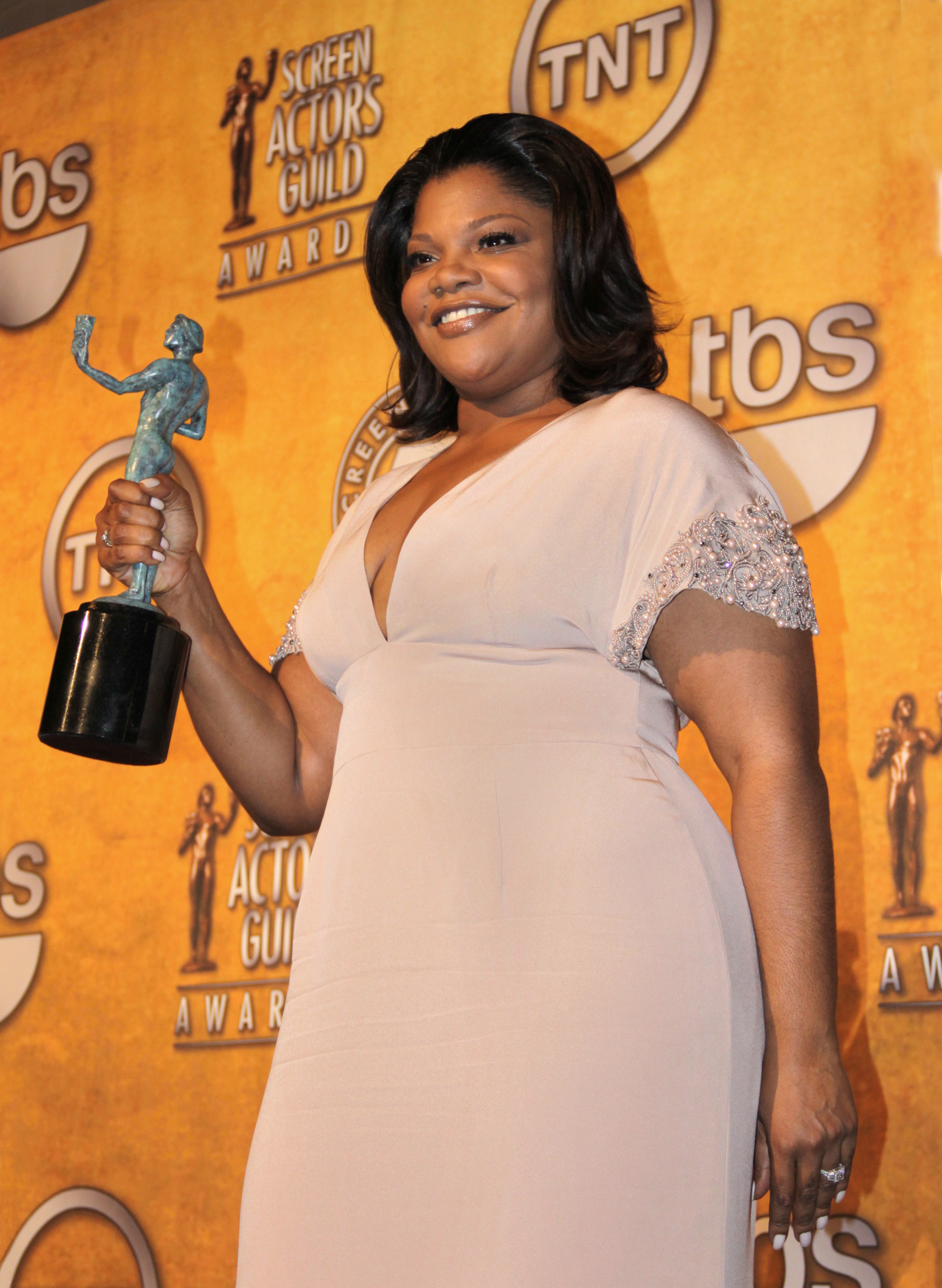
مونیک، برنده بهترین بازیگر مکمل زن فیلم درام

| جف بریجز     | برای فیلم |
| جرج کلونی    | برای فیلم |
| کالین فرث    | برای فیلم |
| مورگان فریمن | برای فیلم |
| جرمی رنر     | برای فیلم |

| ساندرا بولاک | برای فیلم |
| هلن میرن     | برای فیلم |
| کری مولیگان  | برای فیلم |
| گابوری سیدیب | برای فیلم |
| مریل استریپ  | برای فیلم |

| کریستوف والتس  | برای فیلم |
| مت دیمون       | برای فیلم |
| وودی هارلسون   | برای فیلم |
| کریستوفر پلامر | برای فیلم |
| استنلی توچی    | برای فیلم |

| مونیک        | برای فیلم |
| پنه‌لوپه کروز | برای فیلم |
| ورا فارمیگا  | برای فیلم |
| آنا کندریک   | برای فیلم |
| دیانه کروگر  | برای فیلم |

## برندگان مرد و زن سریال تلویزیونی

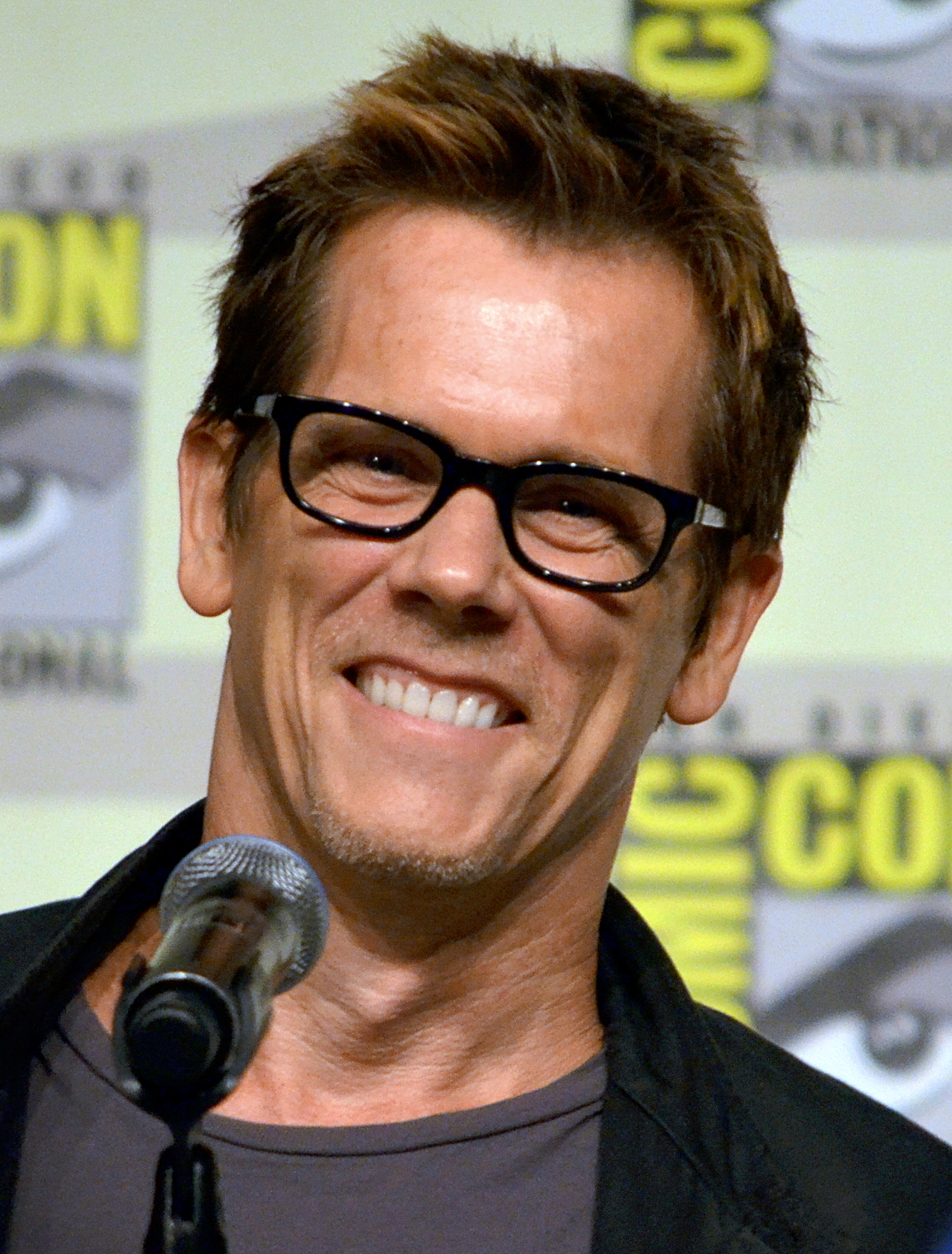
کوین بیکن عملکرد فوق العاده توسط یک بازیگر مرد در یک مینی سریال یا فیلم تلویزیونی
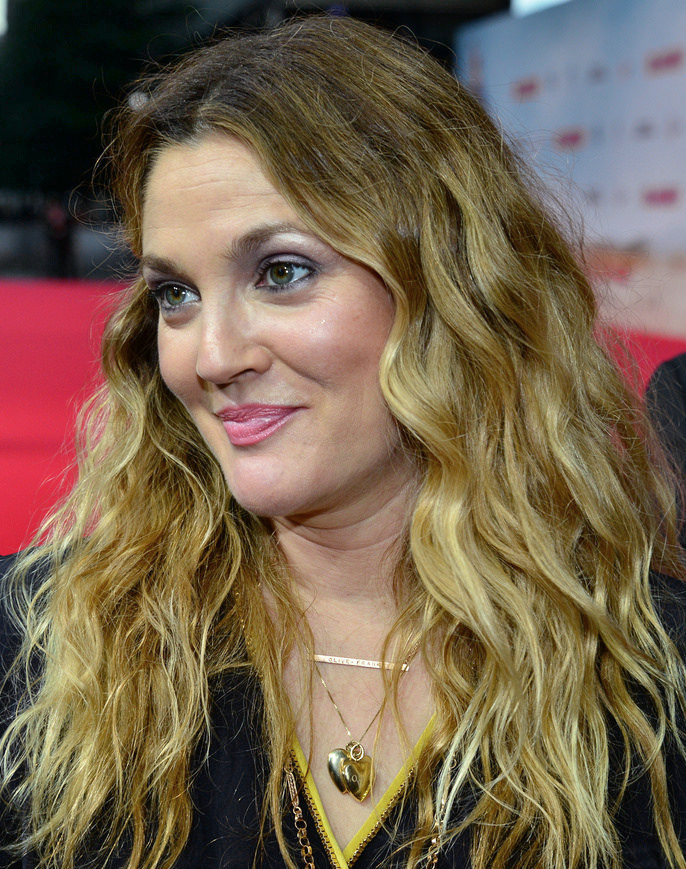
درو بریمور عملکرد فوق العاده توسط یک بازیگر زن در یک مینی سریال یا فیلم تلویزیونی
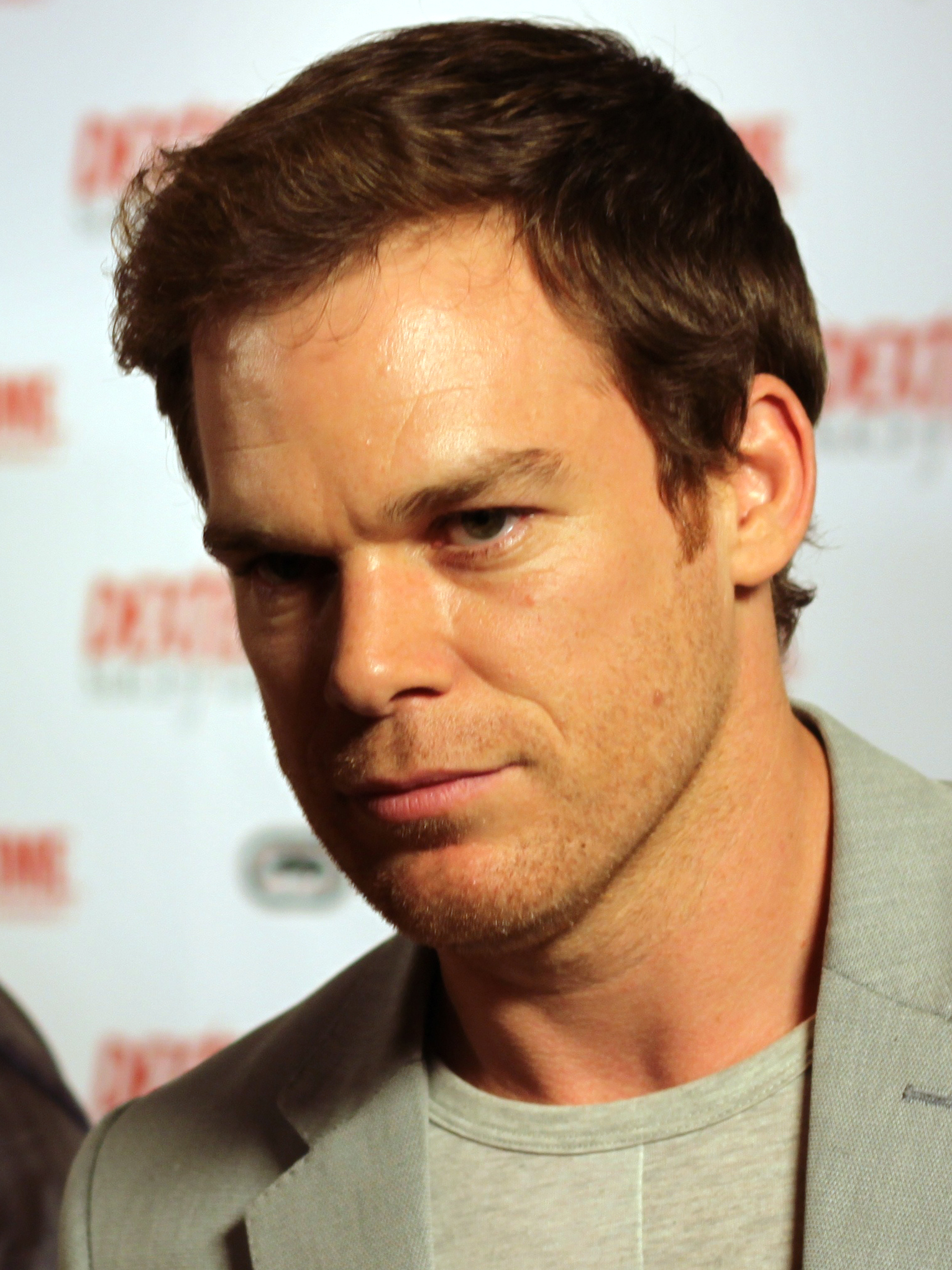
مایکل سی هال عملکرد فوق العاده توسط یک بازیگر مرد در یک سریال درام

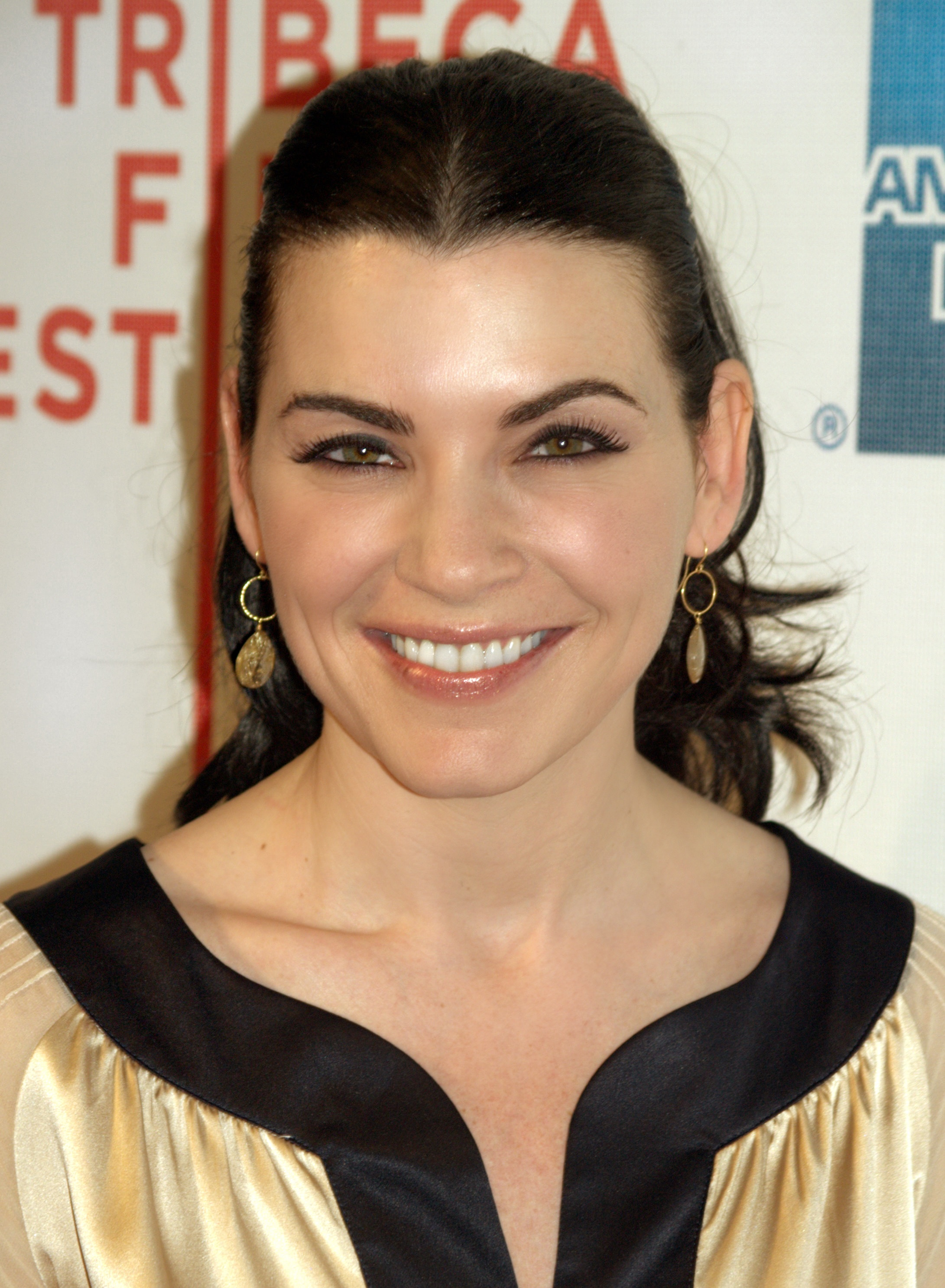
جولیانا مارگولیس عملکرد فوق العاده توسط یک بازیگر زن در یک سریال درام
الک بالدوین عملکرد فوق العاده توسط یک بازیگر مرد در یک سریال کمدی
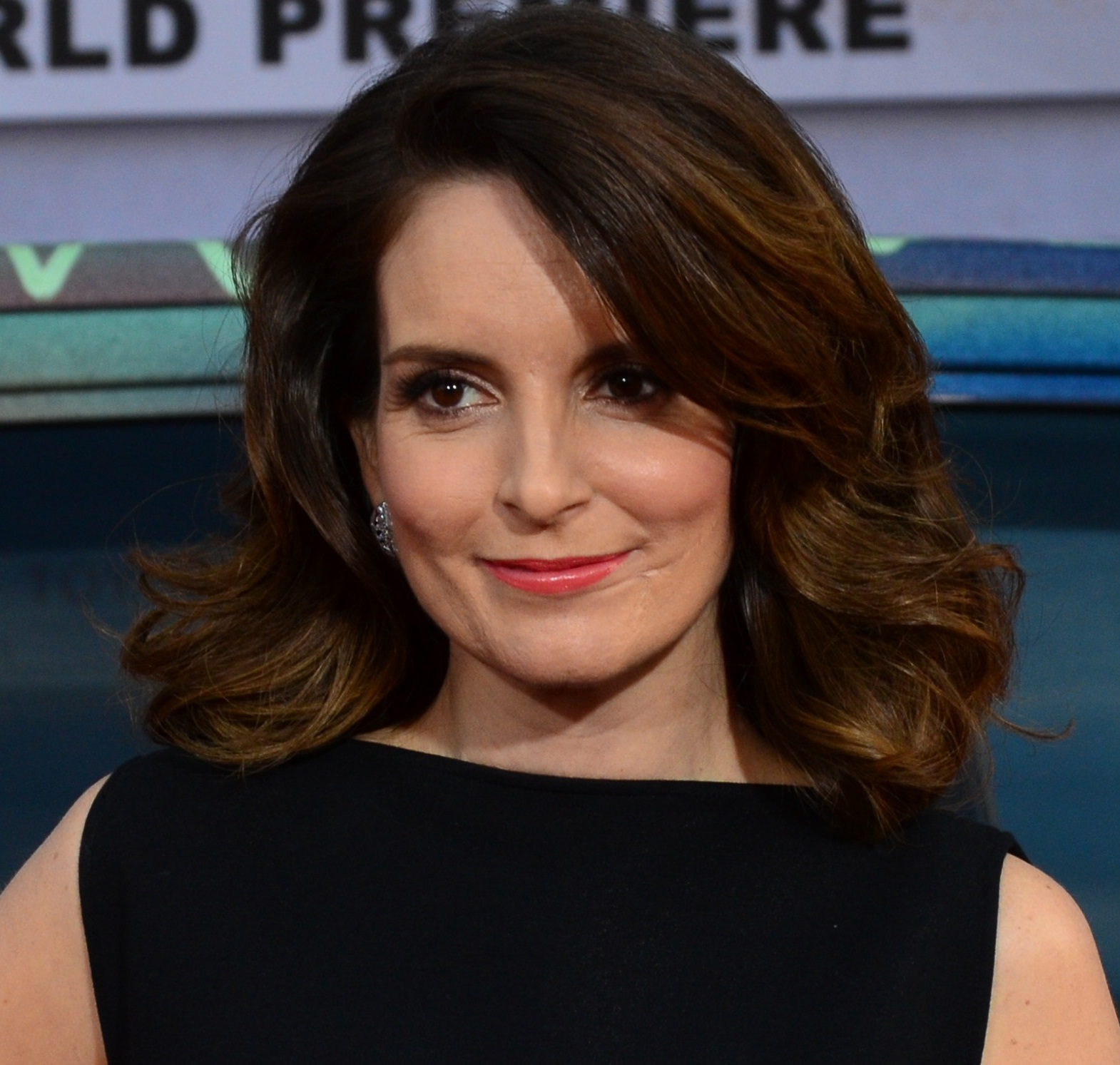
تینا فی عملکرد فوق العاده توسط یک بازیگر زن در یک سریال کمدی